# Meningitis-Arteriitis des Hundes
Die (steril-eitrige) Meningitis-Arteriitis des Hundes (auch Steroid-Responsive Meningitis-Arteriitis, SRMA, Beagle Pain Syndrome) ist eine relativ häufige, entzündliche Erkrankung des Rückenmarks bei Hunden, deren Ursache unbekannt ist. Typisch sind ein Anstieg der Ig A im Serum und im Liquor cerebrospinalis und ein Ansprechen auf die Behandlung mit Steroiden.

## Ätiologie und Pathogenese
Als auslösender Faktor für die Erkrankung wird eine Infektion oder ein Toxin vermutet. Dabei kommt es zu einer steril-eitrigen Entzündung der Rückenmarkshäute (Meningitis) und Blutgefäße (Arteriitis), vermutlich durch immunpathologische Vorgänge. 
Die Erkrankung tritt vor allem bei Hunden mittelgroßer und großer Rassen im Alter von sechs bis 18 Monaten auf. Eine Rasseprädisposition ist für Beagle, Deutscher Boxer, Berner Sennenhund und Nova Scotia Duck Tolling Retriever beschrieben.

## Klinisches Bild und Diagnose
Bei der akuten Form dominieren rezidivierende Schmerzen und Fieber sowie eine steife Halshaltung. Bei chronischem Verlauf kommt es zu weiteren neurologischen Ausfallerscheinungen wie Paresen, Ataxie, Anisokorie und Schielen.
Bei der Blutuntersuchung kann bei der akuten Form eine Erhöhung der Zahl der weißen Blutkörperchen (Leukozytose), insbesondere der neutrophilen Granulozyten (Neutrophilie mit Linksverschiebung) und eine beschleunigte Blutsenkung festgestellt werden. Das C-reaktive Protein (CRP) ist meist stärker erhöht als bei anderen neurologischen Erkrankungen, auch andere Akute-Phase-Proteine (SAA, AGP) zeigen einen Anstieg im Blut. Im chronischen Verlauf ist das Blutbild zumeist unverändert.
Die Liquoruntersuchung zeigt eine starke Pleozytose, die bei der akuten Form von Neutrophilen, bei der chronischen Form durch Monozyten dominiert wird. Darüber hinaus ist der Eiweißgehalt leicht oder mäßig erhöht, das CRP im Hirnwasser stark erhöht.
Eine sichere Diagnose ist am lebenden Tier nicht möglich. Das klinische Bild, die Erhöhung der Ig-A-Gehalte in Blut und Liquor cerebrospinalis, der Ausschluss anderer Rückenmarkserkrankungen sowie das Ansprechen auf Prednisolon weisen stark auf eine Meningitis-Arteriitis hin.

## Therapie
Die SRMA spricht auf eine Langzeitbehandlung mit Prednisolon meist gut an. Die Therapie muss in der Regel über sechs Monate ausgedehnt werden. Eine Therapiekontrolle kann anhand der Bestimmung von CRP erfolgen. Die Kombination von Prednisolon mit Azathioprin erlaubt eine schnelleres Ausschleichen des Prednisolons und könnte zu einer Reduktion der Rückfallrate beitragen. Anfänglich kann eine Gabe von Antibiotika sinnvoll sein, zumindest bis die bakteriologische Untersuchung des Liquor cerebrospinalis eine, bei Hunden seltene, bakterielle Meningitis ausschließt. Bei frühzeitiger Behandlung und bei jungen Hunden ist die Prognose meist gut.